# زلزال جيوزيغو 2017

موقع مقاطعة سيتشوان حيث وقع الزلزال.

في يوم 8 أغسطس 2017 ضرب زلزال قوي منطقة جبلية جنوب غربي الصين، بالقرب من حديقة وطنية شهيرة، ما أسفر عن مقتل 19 شخصا بينهم 6 سياح وإصابة 247 آخرين، وتدمير طرق وشبكات كهرباء وهواتف.

## ردود الفعل
دعا الرئيس الصيني شي جين بينغ إلى بذل جهود سريعة للتعامل مع آثار الزلزال وإنقاذ المصابين.